# Wympel R-3
R-3 ist eine sowjetische Luft-Luft-Rakete mit der NATO-Bezeichnung AA-2 „Atoll“. Der auch als Wympel K-13 bekannte Lenkflugkörper entstand als eine Kopie der AIM-9 Sidewinder.

## Geschichte
Darüber, wie die Sowjetunion an eine Sidewinder-Rakete gelangen konnte, gibt es nur Vermutungen. Am 24. September 1958 feuerte eine taiwanische North American F-86 eine Sidewinder auf eine chinesische Mikojan-Gurewitsch MiG-17 ab. Die Rakete explodierte nicht, sondern blieb in der MiG-17 stecken. Eine weitere besagt, dass 1958 ein Jagdflugzeug der U.S. Navy über Festland-China mit Sidewinder an Bord abgeschossen wurde. Nach beiden Varianten lieferten die Chinesen der Sowjetunion die Überreste einer AIM-9, welche dem OKB-4 zur Auswertung und für den Nachbau übergeben wurde. Spätestens ab 1967 stand den sowjetischen Truppen eine Sidewinder zur Verfügung, die der Krefelder Architekt Manfred Ramminger mit Hilfe seines Fahrers und des Starfighter-Piloten Wolf-Diethard Knoppe am 22. Oktober 1967 auf dem westdeutschen Fliegerhorst Neuburg entwendet hatte. Die Rakete wurde später – in unverdächtige Teile zerlegt – über den Flughafen Düsseldorf nach Moskau geschafft. Das Trio wurde ein Jahr später verhaftet.

## Technik

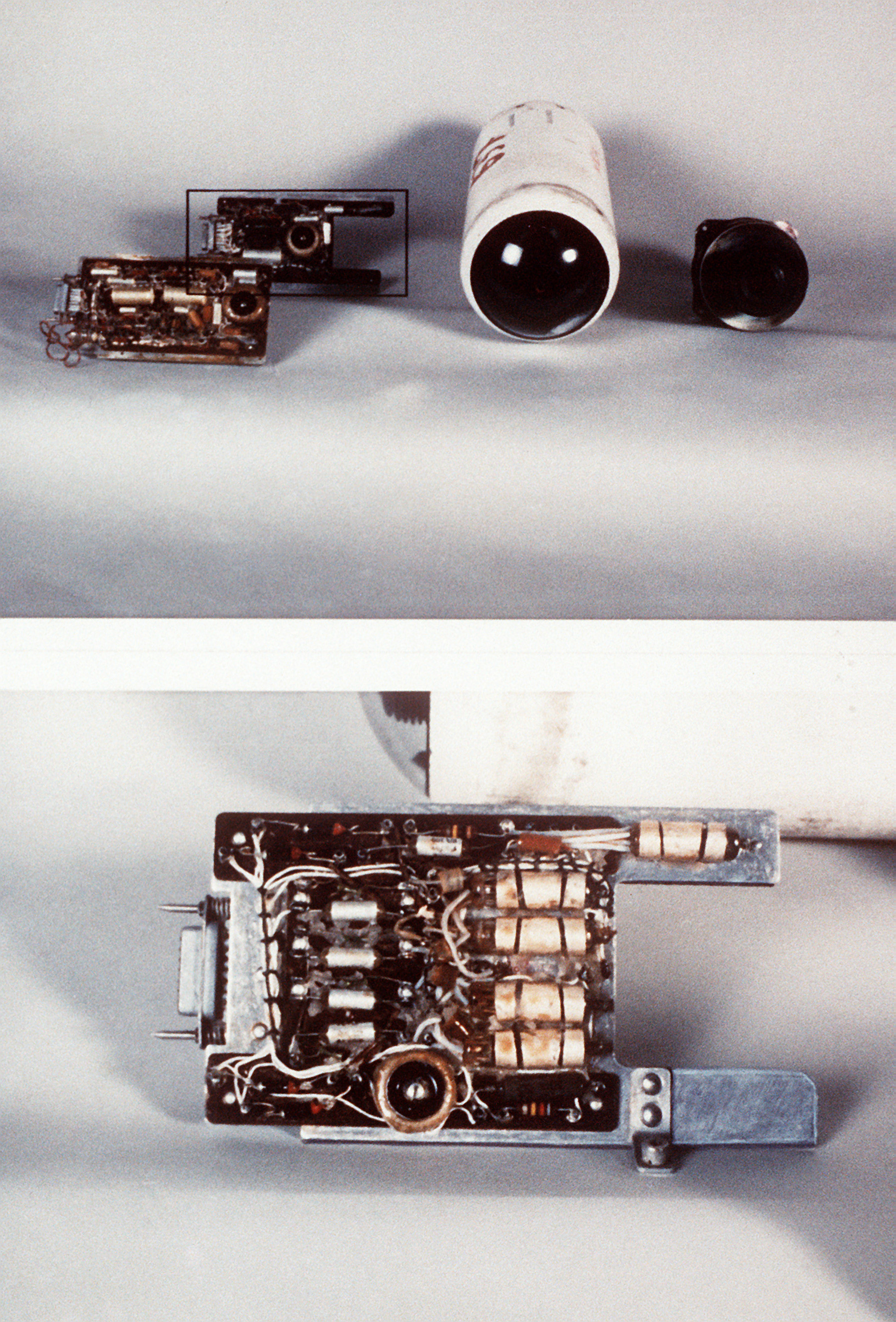
Elektronik des Infrarotsuchkopfs

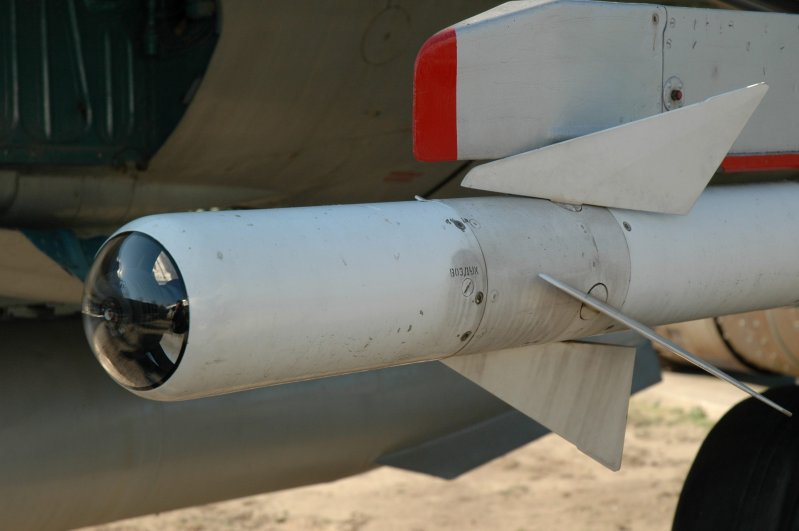
Luft-Luft-Lenkflugkörper R-3S (NATO-Code AA-2 Atoll)

Die Infrarot-Zielsucheinrichtung und die Steuerungseinrichtung der Sidewinder haben die sowjetische Lenkflugkörperentwicklung stark beeinflusst.

## Varianten
Zuerst wurde eine Version entwickelt, die ebenfalls mit Infrarotsuchkopf arbeitete und ab 1960 an die Luftstreitkräfte geliefert wurde. 1961 begann auf dieser als K-13A bezeichneten Version aufbauend die Entwicklung einer Variante mit halbaktivem Radarsuchkopf. Der neue – von der NATO als AA-2-2 „Advanced Atoll“ bezeichneten – Lenkflugkörper K-13R wurde ab 1966 an die Streitkräfte geliefert. Die R-3 wurde in China unter der Bezeichnung PL-2 in Lizenz produziert und darauf aufbauend die chinesischen Lenkflugkörper PL-3 und PL-5 entwickelt.
- K-13A: Basisvariante zur Erprobung
- K-13S (AA-2A „Atoll“): R-3S erste Serienversion
  - PL-2: chinesische Lizenzversion der K-13S
- K-13M (AA-2C „Atoll“): R-13M verbesserte Serienversion
- K-13M1 (AA-2D „Atoll“): R-13M1 verbesserte Serienversion
- K-13R (AA-2-2 „Advanced Atoll“): R-3R Variante mit halbaktivem Radar

## Trägerflugzeuge (Auswahl)
- Aero L-39 „Albatros“
- Mikojan-Gurewitsch MiG-19PT
- Shenyang J-6B (chinesische Lizenzfertigung als PL-2)
- Suchoi Su-17
- Suchoi Su-25
- Mikojan-Gurewitsch MiG-21, ab der Version MiG-21F-13
- Mikojan-Gurewitsch MiG-23